# Mats Köhlert
Mats Köhlert (Hamburg, 2 mei 1998) is een Duits voetballer die doorgaans als aanvaller speelt. Hij verruilde Willem II in juni 2022 voor sc Heerenveen.

## Kindertijd
Dirk Köhlert, vader van Mats, was zelf voetballer en speelde tijdens zijn carrière voor Holstein Kiel in de Regionalliga Nord (de derde hoogste divisie in die tijd). Mats Köhlert groeide op in Norderstedt in de omgeving van Hamburg.

## Carrière

### Hamburger SV
Mats Köhlert begon te voetballen met SC Sperber, een amateurclub in Hamburg, voordat hij zich aansloot bij Eintracht Norderstedt in Norderstedt, aan de noordelijke rand van Hamburg. Hij kwam later bij de jeugdploegen van FC St. Pauli voordat hij zich in de zomer van 2013 aansloot bij het Nachwuchsleistungszentrum van Hamburger SV. Hij debuteerde op 30 maart 2019 in het betaald voetbal. Hij viel die dag in de 78e minuut in voor Vasilije Janjičić tijdens een wedstrijd in de 2. Bundesliga uit bij VfL Bochum (0–0). Zijn eerste basisplaats volgde op 19 mei 2019, tijdens een met 3–0 gewonnen competitiewedstrijd thuis tegen MSV Duisburg.

### Willem II
Na drie wedstrijden voor Hamburger SV vertrok Köhlert in juli 2019 transfervrij naar Willem II. Hier werd hij onder coach Adrie Koster direct basisspeler. Hij maakte op 2 augustus zijn debuut voor Willem II tegen PEC Zwolle (3-1 winst). Hij maakte op 24 augustus 2019 zijn eerste doelpunten in het profvoetbal. Hij schoot Willem II eerst naar 1–0 en later naar 2–1 in een met diezelfde cijfers gewonnen wedstrijd in de Eredivisie thuis tegen FC Emmen. Willem II eindigde dat jaar als zesde in het door de coronapandemie niet afgemaakte seizoen. Daardoor maakte Köhlert op 16 september 2020 zijn debuut in de kwalificatie voor de UEFA Europa League tegen Progrès Niederkorn. Een ronde later werd het uitgeschakeld door Rangers FC. Na zijn sterke debuutseizoen met zes goals en vier assists, kwam Köhlert in zijn tweede seizoen in Nederland echter niet tot scoren. Ook gaf hij slechts drie assists, terwijl Willem II op een teleurstellende veertiende plek eindigde. In zijn derde en laatste seizoen bij Willem II speelde Köhlert ook regelmatig als linksback, maar hij kon niet voorkomen dat Willem II zeventiende eindigde en daarmee degradeerde. Zijn contract liep die zomer af, dus vertrok hij transfervrij Willem II na 98 goals, negen goals en negen assists.

### SC Heerenveen
Köhlert vertrok in 2022 transfervrij naar Sc Heerenveen. Hij tekende een contract voor drie jaar bij Heerenveen. Daar begon nieuwe trainer Kees van Wonderen in een 5-3-2 opstelling aan het seizoen, waardoor er voor Köhlert een plekje vrij kwam als opkomende linkervleugelverdediger. Hij maakte zijn debuut op 5 augustus tegen Sparta Rotterdam (0-0). Op 18 oktober scoorde hij in de bekerwedstrijd tegen Hoek als rechtsbuiten zijn eerste goal voor Heerenveen. Vijf dagen later scoorde Köhlert in de 3-1 overwinning op FC Volendam zijn eerste Eredivisiegoal voor Heerenveen. Na die wedstrijd ging Van Wonderen terug naar een 4-3-3 opstelling, maar Köhlert behield zijn plek als linksback. 

## Clubstatistieken
| Seizoen | Club          | Competitie    | Competitie | Competitie | Beker | Beker | Internationaal | Internationaal | Totaal | Totaal |
| Seizoen | Club          | Competitie    | Wed.       | Dlp.       | Wed.  | Dlp.  | Wed.           | Dlp.           | Wed.   | Dlp.   |
| ------- | ------------- | ------------- | ---------- | ---------- | ----- | ----- | -------------- | -------------- | ------ | ------ |
| 2018/19 | Hamburger SV  | 2. Bundesliga | 3          | 0          | 0     | 0     | –              | –              | 3      | 0      |
| 2019/20 | Willem II     | Eredivisie    | 26         | 6          | 3     | 0     | –              | –              | 29     | 6      |
| 2020/21 | Willem II     | Eredivisie    | 32         | 0          | 1     | 0     | 2              | 0              | 35     | 0      |
| 2021/22 | Willem II     | Eredivisie    | 33         | 3          | 1     | 0     | –              | –              | 34     | 3      |
| 2022/23 | Sc Heerenveen | Eredivisie    | 31         | 1          | 4     | 1     | 0              | 0              | 35     | 2      |
| 2023/24 | Sc Heerenveen | Eredivisie    | 25         | 2          | 2     | 0     | –              | –              | 27     | 2      |
| 2024/25 | Sc Heerenveen | Eredivisie    | 28         | 0          | 2     | 0     | –              | –              | 30     | 0      |
| Totaal  | Totaal        | Totaal        | 178        | 12         | 13    | 1     | 2              | 0              | 193    | 13     |

Bijgewerkt t/m 29 mei 2025.

## Interlandcarrière
Köhlert maakte deel uit van verschillende Duitse nationale jeugdelftallen. Hij was actief op het EK –17 van 2015, het WK –17 van 2015 en het EK –19 van 2017. Köhlert debuteerde op 5 september 2019 in Jong Duitsland. Hij stond toen in de basisopstelling tijdens een 2–0 overwinning op Jong Griekenland. Hij werd aan het begin van de tweede helft vervangen door Niklas Dorsch.

## Kindacteur
Köhlert verscheen als kind in verschillende televisiereclames, waaronder voor Kinder Chocolade, BMW, IKEA, Smarties, McDonald's en Tchibo. Daarnaast was hij te zien in de films Fleisch ist mein Gemüse en Schicksalsjahre en had hij eenmalige rolletjes in de televisieseries Die Pfefferkörner, Neues aus Büttenwarder en Tatort.
2 Hall ·
3 De Wijs ·
4 Kersten ·
5 Bochniewicz ·
6 Condé ·
7 Nunnely ·
8 Brouwers  ·
10 Sebaoui ·
11 Köhlert ·
13 Van der Hart ·
14 Smans ·
15 Ali ·
16 Linday ·
17 Hopland ·
18 Nicolaescu ·
20 Trenskow ·
21 Van Ee ·
22 Klaverboer ·
22 Van Keimpema ·
23 Bekkema ·
24 Luković ·
26 Rallis ·
27 Milovanović ·
28 Petrov ·
30 Jahanbakhsh ·
31 Jansen ·
32 Witteveen ·
32 Bouw ·
34 Woudstra ·
35 Oostra ·
39 Ahmed ·
44 Noppert ·
45 Braude ·
50 Gürbüz ·
Coach: Veldman
· Assistent-coach: Van den Berg
· Assistent-coach: Boufarra
· Assistent-coach: Brugge
· Keeperstrainer: Bekkema